# Los Angeles Times

«Лос-Анджелес таймс» (англ. Los Angeles Times, сокращённо LA Times, переводится как «Время Лос-Анджелеса») — одна из наиболее популярных и авторитетных газет США. Публикуется в Лос-Анджелесе и первоочередное внимание уделяет освещению событий городской жизни. По тиражу занимает 4-е место в США.
Газета, основанная в 1881 году, до 1917 года издавалась Харрисоном Греем Отисом, затем перешла в руки его зятя Гарри Чандлера. В 1922 г. стала первой газетой, которая обзавелась собственной радиостанцией. В 1928 г. впервые в истории была организована авиадоставка этого издания подписчикам за пределами Калифорнии.
В послевоенный период Los Angeles Times, прежде известная своей крайне консервативной редакционной политикой, стала занимать более либеральную позицию. В 1948—1962 гг. издавалось воскресное приложение Los Angeles Mirror.
По оценке Британской энциклопедии, начиная с 1960-х гг. Los Angeles Times вышла из ниши регионального издания и стала «одной из великих газет мира». С 2007 года входит в медиаконгломерат Tribune Company. По состоянию на 2007 год в её активе было 38 Пулитцеровских премий.

## История

### Эпоха Отиса

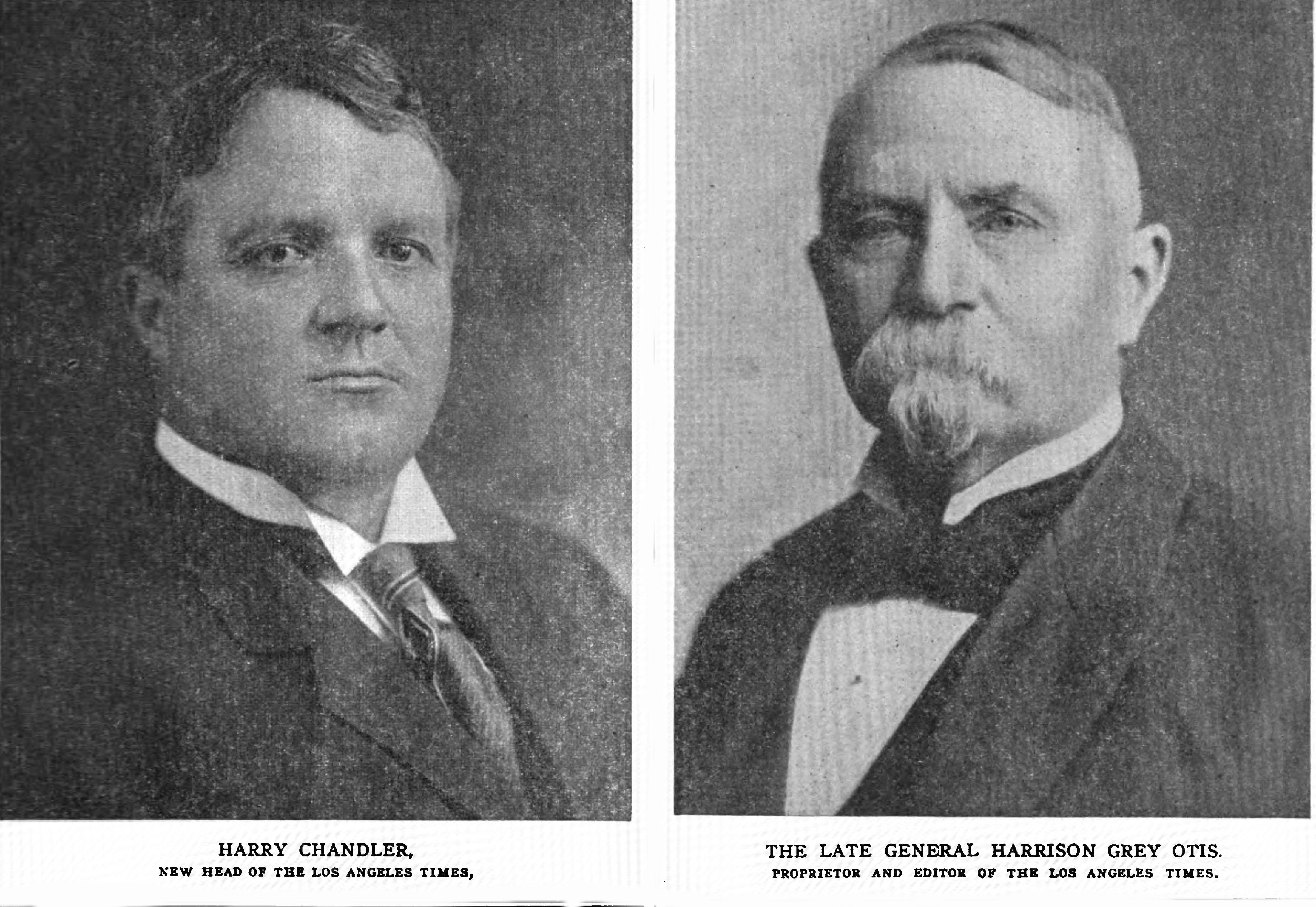
Чендлер и Отис 1917-й год.

«Лос-Анджелес Таймс» была впервые опубликована 4 декабря 1881 года как «Лос-Анджелес Дэйли Таймс» под руководством Натана Коула-младшего и Томаса Гардинера. Поначалу газета печаталась в типографии «Зеркало», что принадлежала Джесси Ярнеллу и Томасу Джей Кэйстайлу. Будучи не в состоянии оплатить счет печати, Коул и Гардинер передали газету компании «Зеркало». Тем временем, Сэмюэл Мэтс вступил в фирму на условии, что «Таймс» продолжают публикацию. В июле 1882 года Harrison Gray Otis переехал из Санта-Барбары, чтобы стать редактором газеты. Впоследствии именно Отис принес успех газете.
Историк Кевин Старр писал, что Отис был бизнесменом «способным манипулировать всем политическим аппаратом и общественным мнением для собственного обогащения». Редакционная политика Отиса была основана на гражданском бахвальстве, превознося достоинства Лос-Анджелеса и содействуя его росту. По отношению к тем целям, газета поддержала попытки расширения водоснабжения города путём приобретения права на поставку воды в долине Оуэнс в Калифорнийской водной войне. Множество этих событий приукрашено в фильме Романа Поланского «Китайский квартал».

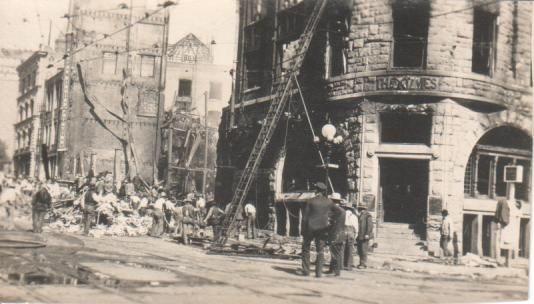
«Лос-Анджелес Таймс» после террористического акта 1910 г.

Усилия в борьбе против местных профсоюзов привели к подрыву штаб-квартиры «Таймс» 1 октября 1910 года, в результате чего погиб двадцать один человек. Объявления были выдвинуты двум профсоюзным лидерам — Джеймсу и Джозефу Макнамара. Американская федерация труда для судебного процесса наняла выдающегося адвоката Кларенса Дэрроу, чтобы представлять интересы братьев, которые в конечном итоге признали себя виновными.
Отис прикрепил бронзового орла на вершине высокого фриза нового здания штаб-квартиры, разработанной Гордоном Кауфманном, провозглашая переписанное его женой, Элизой, кредо газеты: «Stand Fast, Stand Firm, Stand Sure, Stand True».
Поскольку газета в первые десятилетия своего существования рьяно отстаивала интересы работодателей, в 1910 году представители радикальных профсоюзов заложили в здании редакции динамит. При детонации взрывчатки погиб 21 сотрудник газеты, ещё сто попали в больницу.

### Эпоха Чендлера

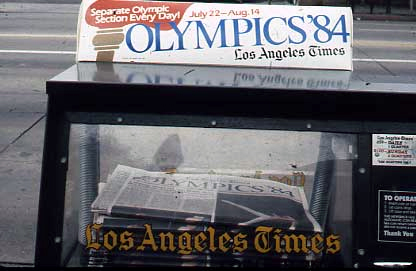
Автомат по продажи газет «Таймс» с новостями из Олимпийских Игр 1984-го года

После смерти Отиса в 1917 года «Таймс» возглавил его зять, Гарри Чендлер. В 1944 Гарри сменил его сын, Норман Чендлер, который руководил газетой во время быстрого развития в послевоенное время. Жена Нормана, Дороти Чендлер, была активисткой общественной деятельности и содействовала строительству Лос-Анджелесского Музыкального центра, главный концертный зал которого был назван в её честь. Члены семьи похоронены на кладбище «Голливуд навсегда» возле студии Парамаунт, где также находится мемориал жертвам теракта 1910 г.
Представителем четвёртого поколения семьи во главе издательства с 1960 по 1980 годы стал Отис Чендлер. Отис стремился к признанию семейной газеты, пытаясь сравняться с такими наиболее читаемыми газетами, как «Нью-Йорк Таймс» и «Вашингтон Пост». Полагая, что основным доходом является отдел новостей, Отис решил расширить его и увеличить зарплаты рабочим. В 1962 газета объединилась с «Вашингтон пост», чтобы сформировать «Агентство новостей „Лос-Анджелес Таймс — Вашингтон пост“».
В 1960-х газета выиграла четыре Пулитцеровских премий — больше, чем за девять предыдущих десятилетий вместе взятых.
В 1964 году корпорация The Times Mirror Company, владеющая газетой, первой из американских газетных издателей осуществила первичное размещение акций на Нью-Йоркской фондовой бирже.

### Наши дни
В начале XXI века у «Таймс» возникли серьёзные проблемы: банкротство, сокращение персонала смена редакторов, снижение зарплат и повышенная необходимость присутствия в Интернете.
В 2000 году «Tribune Company» приобрела «Таймс», поместив газету в совместное владение с тогдашним WB (ныне CW).
В течение двух дней в 2005 году, Таймс экспериментировал с «Wikitorial», первой «Вики», позволяющей читателям объединять усилия, чтобы производить собственную редакцию. Тем не менее, они закрыли его после того, как несколько человек «осадили» сайт, редактируя и выкладывая неподобающую информацию.
В декабре 2008 года, «Tribune Company» подала заявление о банкротстве.
Ставка одной копии газеты $2. С марта 2015 года издательство увеличило свою ежедневную цену на $ 0,50 (33,3 %) в соответствии со ставкой в воскресенье / день благодарения.
17 июня 2018 года сменился владелец издания, им стал предприниматель Патрик Сунсюн.
19 июня 2018 года главным редактором газеты назначен Норман Перлстайн.

## Пулитцеровская премия
До 2014 года, Таймс стал лауреатом 41 премии, в том числе четырёх за газетную карикатуру, и по одной за сводки новостей: в 1965 «Watts Riots» и в 1992 «Los Angeles riots».
Репортёру спортивной колонки «Таймс», Джиму Мюррею, Пулитцеровская премия досталась в 1990.
Журналисты-расследователи Чак Филипс и Майкл Хилцик получили Пулитцеровскую премию в 1999 раскрыв коррупцию в музыкальном бизнесе.
Журналист Дэвид Уилман получил в 2001 году Пулитцеровскую премию за серию журналистских расследований.
Журналисты Беттина Боксал и Джули Карт награждены были Пулитцеровской премией за пояснительную отчетность[что?][уточнить] в 2009 году.

## Продвижение

### Книжный фестиваль
В 1996 году «Таймс» начал ежегодный «Los Angeles Times» фестиваль книг, в сотрудничестве с Университетом Калифорнии в Лос- Анджелесе. Он имеет круглые столы, выставки, и театры в течение двух дней в конце апреля каждого года .В 2011 году фестиваль книги был перенесен в Университет Южной Калифорнии.

### Книжные призы
С 1980 года «Таймс» ввел ежегодные книжные призы. Категории: биография, современность, фантастика, первинная[что?][какая?] фантастика, история, триллер, поэзия, наука и технологии, юношеская художественная литература. Кроме того, премия Роберта Кирша присуждается ежегодно с участием авторов[что?][уточнить].